# Зорянська сільська рада (Саратський район)
Зоря́нська сільська́ ра́да — колишня адміністративно-територіальна одиниця та орган місцевого самоврядування в Саратському районі Одеської області. Адміністративний центр — село Зоря. Була ліквідована у 17 липня 2020 році при створенні Саратської селищної громади.

## Загальні відомості
Зорянська сільська рада утворена в 1991 році. 
- Територія ради: 96,3 км²
- Населення ради: 5 528 осіб (станом на 2001 рік)
- Територією ради протікає річка Сарата

## Населені пункти
Сільській раді були підпорядковані населені пункти:
- с. Зоря

## Населення
Згідно з переписом УРСР 1989 року чисельність наявного населення сільської ради становила 5521 особа, з яких 2578 чоловіків та 2943 жінки.
За переписом населення України 2001 року в сільській раді мешкало 5446 осіб.

### Мова
Розподіл населення за рідною мовою за даними перепису 2001 року:
| Мова       | Відсоток |
| ---------- | -------- |
| болгарська | 91,43 %  |
| українська | 3,74 %   |
| російська  | 3,71 %   |
| молдовська | 0,62 %   |
| гагаузька  | 0,18 %   |
| білоруська | 0,04 %   |
| румунська  | 0,02 %   |
| інші       | 0,26 %   |

## Склад ради
Рада складалася з 30 депутатів та голови.
- Голова  ради: Сухаревська Тетяна Іванівна

### Керівний склад попередніх скликань
| Прізвище, ім'я, по батькові | Основні відомості                                                         | Дата обрання          | Дата звільнення       |
| --------------------------- | ------------------------------------------------------------------------- | --------------------- | --------------------- |
| Узунов Анатолій Миколайович | Сільський голова, 1966 року народження, освіта вища, член Народної партії | 26.03.2006 31.10.2010 | 31.10.2010 30.10.2014 |
| Райчева Вікторія Дмитрівна  | Сільська голова, освіта вища, член партії "Наш край"                      | 25.10.2015            | 25.10.2020            |

Примітка: таблиця складена за даними сайту Верховної Ради України

### Депутати
За результатами місцевих виборів 2010 року депутатами ради стали:

#### За суб'єктами висування
| Суб'єкт висування            | Кількість обраних депутатів | %    |
| ---------------------------- | --------------------------- | ---- |
| Самовисування                | 26                          | 86,7 |
| Партія регіонів              | 3                           | 10   |
| Соціалістична партія України | 1                           | 3,3  |

#### За округами
| № округу                     | Прізвище, ім'я, по батькові    | Дата визнання обраним | Освіта  | Партійна приналежність | Відомості про обраного депутата                                              |
| ---------------------------- | ------------------------------ | --------------------- | ------- | ---------------------- | ---------------------------------------------------------------------------- |
| Партія регіонів              |                                |                       |         |                        |                                                                              |
| 8                            | Георгієв Павло Васильович      | 04.11.2010            | вища    | позапартійний          | сільськогосподарський виробничий кооператив «Дружба», головний ветлікар      |
| 11                           | Карпець Євдокія Демьянівна     | 04.11.2010            | вища    | позапартійна           | сільськогосподарський виробничий кооператив «Дружба», зоотехник              |
| 29                           | Георгієв Георгій Васильович    | 04.11.2010            | вища    | член Партії регіонів   | Саратська дитяча юнацька спортивна школа, тренер                             |
| Соціалістична партія України |                                |                       |         |                        |                                                                              |
| 13                           | Пономарюк Тетяна Георгіївна    | 04.11.2010            | вища    | позапартійна           | Зорянська дитяча бібліотека, завідувачка                                     |
| Самовисування                |                                |                       |         |                        |                                                                              |
| 1                            | Чикликчі Василь Борисович      | 04.11.2010            | вища    | позапартійний          | сільськогосподарський виробничий кооператив «Дружба», завідувач господарства |
| 2                            | Куманов Василь Васильович      | 04.11.2010            | вища    | позапартійний          | тимчасово не працює                                                          |
| 3                            | Райчєва Вікторія Дмитрівна     | 04.11.2010            | вища    | позапартійна           | КРО, начальник                                                               |
| 4                            | Куртов Микола Андрійович       | 04.11.2010            | вища    | позапартійний          | загальноосвітня школа, вчитель                                               |
| 5                            | Янєва Марія Павлівна           | 04.11.2010            | вища    | позапартійна           | сільська рада                                                                |
| 6                            | Ганєв Петро Іванович           | 04.11.2010            | вища    | позапартійний          | сільськогосподарський виробничий кооператив «Дружба», комерційний директор   |
| 7                            | Грозова Катерина Іванівна      | 04.11.2010            | вища    | позапартійна           | сільська рада, секретар                                                      |
| 9                            | Сулаков Степан Іванович        | 04.11.2010            | вища    | позапартійний          | «Сарата заготпром»                                                           |
| 10                           | Голубєв Дмитро Валерійович     | 04.11.2010            | вища    | позапартійний          | Злата-Трейд, директор                                                        |
| 12                           | Іванов Борис Іванович          | 04.11.2010            | середня | позапартійний          | Злата-Трейд, менеджер                                                        |
| 14                           | Георгієв Василь Георгійович    | 04.11.2010            | вища    | позапартійний          | ООО"Тотус"                                                                   |
| 15                           | Сухаревський Василь Васильович | 04.11.2010            | середня | позапартійний          | тимчасово не працює                                                          |
| 16                           | Райчев Степан Юхимович         | 04.11.2010            | вища    | позапартійний          | сільськогосподарський виробничий кооператив «Дружба», керуючий               |
| 17                           | Влаєв Іван Петрович            | 04.11.2010            | вища    | позапартійний          | ДП «Сантрейд», зав.виробництвом                                              |
| 18                           | Грозов Василь Еммануїлович     | 04.11.2010            | вища    | позапартійний          | сільськогосподарський виробничий кооператив «Дружба», зав. СТФ               |
| 19                           | Райчев Прокопій Іванович       | 04.11.2010            | вища    | позапартійний          | тимчасово не працює                                                          |
| 20                           | Сєров Юрій Миколайович         | 04.11.2010            | середня | позапартійний          | ЧП «Торговий дім» Грейтфілд, менеджер                                        |
| 21                           | Боєв Сергій Іванович           | 04.11.2010            | вища    | позапартійний          | тимчасово не працює                                                          |
| 22                           | Златов Анатолій Ісидорович     | 04.11.2010            | вища    | позапартійний          | тимчасово не працює                                                          |
| 23                           | Тодоров Анатолій Васильович    | 04.11.2010            | вища    | позапартійний          | Одеська державна хлібінспекція, інспектор                                    |
| 24                           | Кирилов Іван Георгійович       | 04.11.2010            | середня | позапартійний          | ЧП «Кирилов», водій                                                          |
| 25                           | Сєрова Марія Іллівна           | 04.11.2010            | вища    | позапартійна           | сільськогосподарський виробничий кооператив «Дружба», ветлікар               |
| 26                           | Узунов Микола Павлович         | 04.11.2010            | середня | позапартійний          | сільськогосподарський виробничий кооператив «Дружба», керуючий               |
| 27                           | Райчєв Іван Іванович           | 04.11.2010            | вища    | позапартійний          | фермерське господарство «Вежес», керуючий                                    |
| 28                           | Узунова Ірина Дмитрівна        | 04.11.2010            | вища    | позапартійна           | сільськогосподарський виробничий кооператив «Дружба», гол. бухгалтер         |
| 30                           | Георгієва Іванна Іллівна       | 04.11.2010            | вища    | позапартійна           | сільська рада, гол. бухгалтер                                                |